# Cerámica de Calanda
La cerámica de Calanda es la alfarería primitiva producida en esta población de la provincia de Teruel, en Aragón (España). Es clara heredera de la producción de los moriscos expulsados en el año 1610, y continuada por conversos o "cristianos nuevos".

## Historia
La cerámica de Calanda recupera una alfarería primitiva de modelado manual o "urdido", es decir sin usar el torno y con escasos útiles o herramientas de trabajo, como una paleta y una media esfera con mango- que producía cántaros, cocios y tinajas. El traspaso provocó algunas alteraciones; así por ejemplo, algunos especialistas proponen que las líneas negras características de la cerámica morisca, hechas con polvos de manganeso disueltos en agua, son el resto de las leyendas que en grafismos árabes reproducían invocaciones del tipo Ala akbar -"Alá es grande"-), que ya se quedaron en las tres rayas negras típicas. Se ha propuesto la tesis de que los moriscos calandinos, en su destierro, marcharon a Aguaviva, y de allí al puerto de los Alfaques, en Tortosa, donde embarcaron hacia Túnez y fundaron un pueblo llamado "Polvera".

### Alfarería primitiva
La producción alfarera se concentraba en el barrio de Las Cantarerías. Los alfareros trabajaban en la planta baja de su casa, donde estaba el taller y el horno. El material característico era la arcilla roja. "La mesa de trabajo es un alto cilindro de barro, el "mozo", con hendiduras o agarres en la parte más alta para poder trasladarlo. Las piezas a fabricar se colocan sobre el "molde", un plato con tres patas y diámetro variable. Sobre él se colocan las tiras de barro que "marrelando", o sea uniendo tiras o "marreles", permiten ir levantando las paredes de la pieza en construcción. El cantarero gira alrededor, mientras con la paleta en la mano derecha va golpeando el exterior y con el brazo izquierdo dentro de la pieza y la ayuda de la media esfera amortigua los golpes". También se trazan esgrafiados, incisiones hechas con un trozo de caña, en la panza y cuello de las tinajas y cocios.
La investigadora Natacha Seseña relata la anécdota vivida por el escritor Juan Benet, que estando de visita en el alfar de Pablo Lavarías y viendo trabajar al maestro girando alrededor de la pieza que levantaba, le preguntó si no sería más fácil usar un torno. Lavarías, le miró de reojo y le dijo: "Sí, modernamente hay otros modos pero aquí lo hacemos así."

### Piezas tradicionales
Con una riqueza lingüística que como en muchos entornos de la alfarería constituye un buen ejemplo de "dialecto tecnológico", pueden enunciarse las piezas más tradicionales de la cerámica calandina:
- parreta, o tinaja casi esférica, para conservar las aceitunas;
- cántaro, típico recipiente globular de cuello estrecho y dos asas, endémico de la zona y con tres tamaños (grande, "artillero" y "cantarico");
- rallo (botijo aragonés), un tipo de cántaro con boca cerrada y agujereada;
- botejón de campo, hermano del "medio cántaro" o "jarra grande", recipientes con pico vertedor y un asa;
- tinaja, pieza ovoide para conservar el aceite y el vino;
- cocio, también llamado "cuezo" o "colador", para blanquear la ropa, y fabricados en seis tamaños: 
  - darrial, para cuatro canastas de ropa;
  - dececheno, para tres;
  - cocico, para dos;
  - pañalero, para una muda;
  - barreño, una canasta;
  - raboso, para fregar, por lo general, y emparentados con los lebrillos de fondo plano, fabricados en dos tamaños, llamándose al más pequeño "rabosico".
- piezas más modernas llamadas "ánforas", o la boteja redonda de tractorista;[7]

### Progreso y recuperación
El mencionado Lavarías, para compensar el desuso que la vida moderna imponía a la mayoría de las piezas domésticas que fabricaba, inventó algunas piezas nuevas; entre ellas, pueden considerarse iconos para el coleccionismo unos muñequitos, figuras masculinas y femeninas destinadas al comercio turístico que, con un humor digno de su paisano Luis Buñuel -como anota Seseña-, el propio alfarero bautizó como ‘marcianos’.
En 1995 fue fundada en Calanda una Escuela de Cerámica Virgen del Pilar, en un intento por recuperar el arte de ceramistas calandinos como Antonio Bondía y Pascual Lavarías.